# 박경우
박경우(1999년 1월 8일 ~ )는 대한민국의 축구 선수로, 포지션은 수비수이다.